# Changan CS15
Der Changan CS15 ist das kleinste Sport Utility Vehicle des chinesischen Automobilherstellers Chongqing Changan Automobile Company der Marke Changan. Der CS15 wird mit Verbrennungsmotor auch in einigen Staaten Lateinamerikas (z. B. Costa Rica oder Chile) angeboten.

## 1. Generation (2016–2020)
Die erste Generation der Baureihe wurde im November 2015 auf der Guangzhou Auto Show vorgestellt. Ab März 2016 wurde es in China verkauft. Eine Elektroversion kam Ende 2017 in China in den Handel.

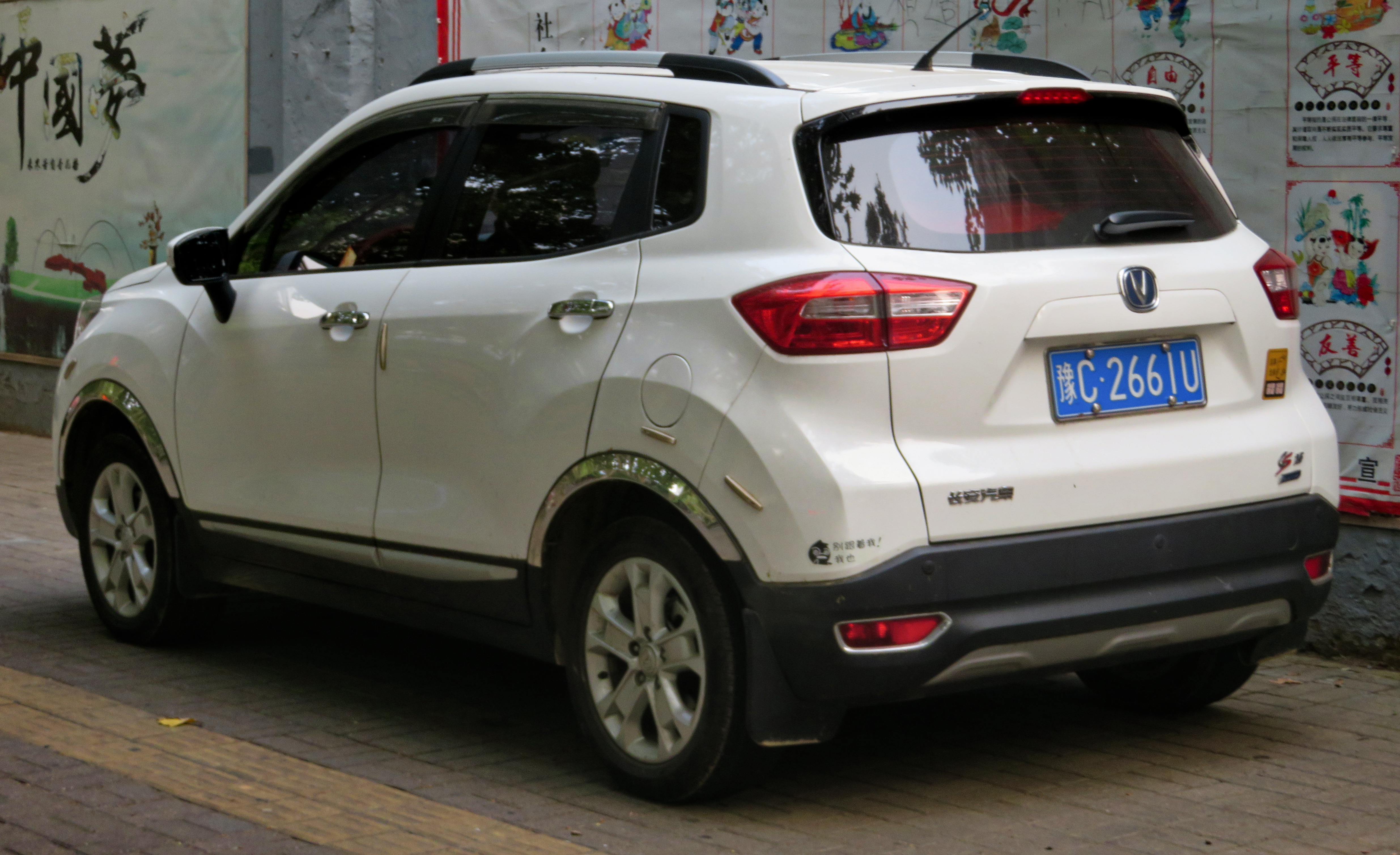
Heckansicht
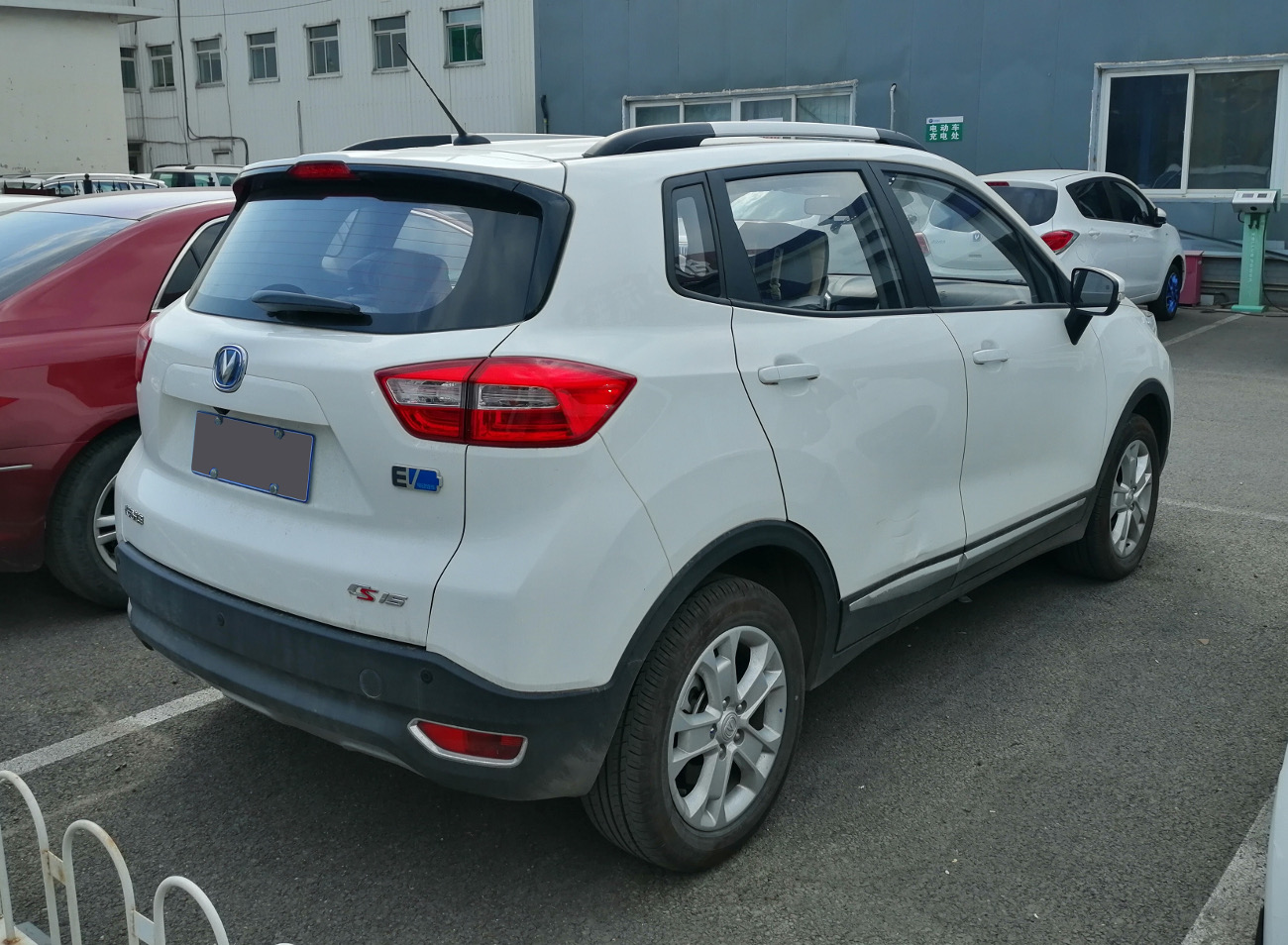
Changan CS15EV (2017–2020)

### Technische Daten
Angetrieben wird der CS15 von einem 1,5-Liter-Ottomotor mit 79 kW (107 PS). Serienmäßig hatte er ein 5-Gang-Schaltgetriebe, gegen Aufpreis war ein 5-Stufen-Doppelkupplungsgetriebe erhältlich. Allradantrieb ist nicht verfügbar.
Der ab Oktober 2017 erhältliche CS15EV wird von einem 55 kW (75 PS) starken Elektromotor angetrieben. Die elektrische Reichweite wird von Changan mit 300 km angegeben.
|                                            | CS15 1.5                           | CS15EV 350i                 | CS15EV 400i                 |
| ------------------------------------------ | ---------------------------------- | --------------------------- | --------------------------- |
| Bauzeitraum                                | 03/2016–03/2019                    | 10/2017–03/2019             | 03/2019–12/2020             |
| Motorkenndaten                             |                                    |                             |                             |
| Motortyp                                   | R4-Ottomotor                       | Elektromotor                | Elektromotor                |
| Motoraufladung                             | —                                  | —                           | —                           |
| Hubraum                                    | 1480 cm³                           | —                           | —                           |
| max. Leistung bei min−1                    | 79 kW (107 PS) / 5500              | 55 kW (75 PS)               | 55 kW (75 PS)               |
| max. Drehmoment bei min−1                  | 145 Nm / 3500–4500                 | 170 Nm                      | 170 Nm                      |
| Kraftübertragung                           |                                    |                             |                             |
| Antrieb, serienmäßig                       | Vorderradantrieb                   | Vorderradantrieb            | Vorderradantrieb            |
| Getriebe, serienmäßig                      | 5-Gang-Schaltgetriebe              | 1-Stufen-Reduktionsgetriebe | 1-Stufen-Reduktionsgetriebe |
| Getriebe, optional                         | [5-Stufen-Doppelkupplungsgetriebe] | —                           | —                           |
| Messwerte                                  |                                    |                             |                             |
| Höchstgeschwindigkeit                      | k. A.                              | 130 km/h                    | 130 km/h                    |
| Beschleunigung, 0–100 km/h                 | 13,4 s [14,1 s]                    | 17,3 s                      | k. A.                       |
| Kraftstoffverbrauch auf 100 km, kombiniert | 6,1–6,3 l Super [k. A.]            | —                           | —                           |
| Tankinhalt                                 | 44 l                               | —                           | —                           |
| Batterie (Lithium-Ionen-Polymer)           | —                                  | 42,9 kWh                    | k. A.                       |
| elektrische Reichweite                     | —                                  | 300 km                      | 351 km                      |

Werte in eckigen Klammern gelten für Modell mit Doppelkupplungsgetriebe.

## 2. Generation (seit 2019)
Im März 2019 wurde die zweite Generation des SUV auf dem chinesischen Markt eingeführt. Zunächst ist nur eine Variante mit dem aus dem Vorgängermodell bekannten 1,5-Liter-Ottomotor erhältlich. Die Elektroversion auf Basis der ersten Generation wird vorerst weiter angeboten. Zusätzlich ist seit Dezember 2019 auch die zweite Generation mit Elektroantrieb verfügbar. Die elektrische Reichweite wird von Changan mit 401 km angegeben.
Ausschließlich in der zweiten Jahreshälfte 2019 wurde mit dem Changan Oshan Kosai 3 eine nahezu baugleiche Variante des CS15 angeboten.

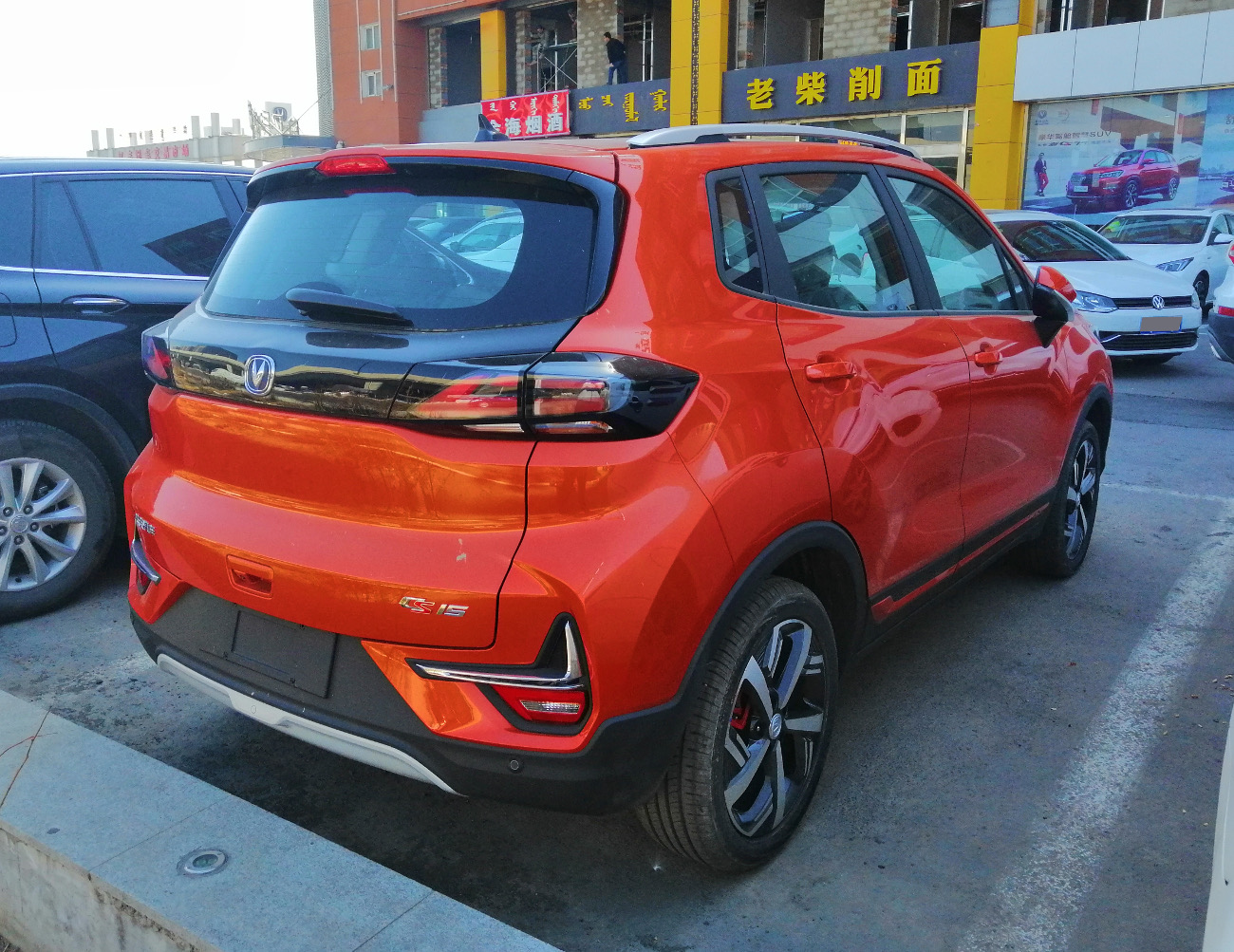
Heckansicht
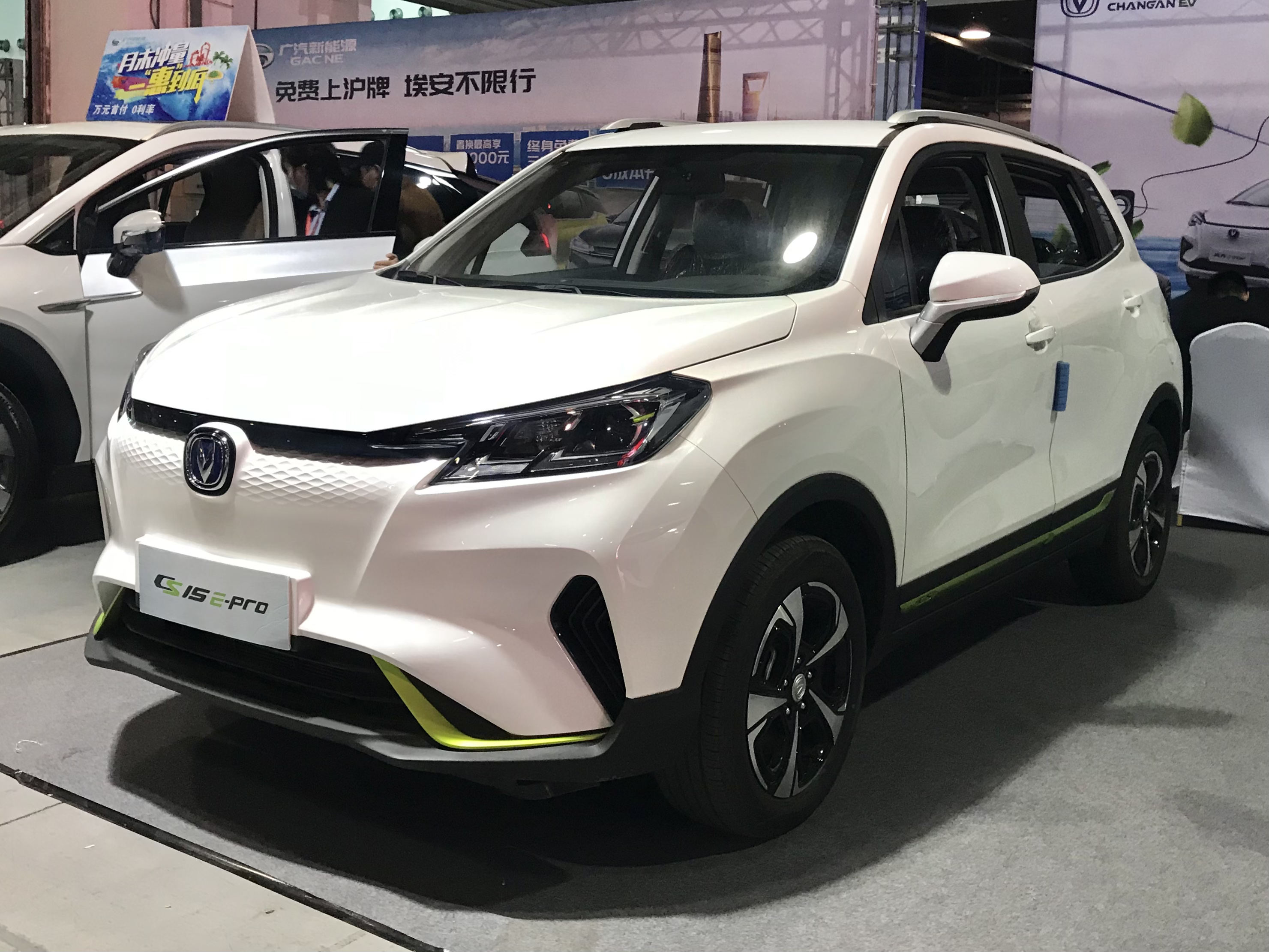
Changan CS15 E-Pro (seit 2019)
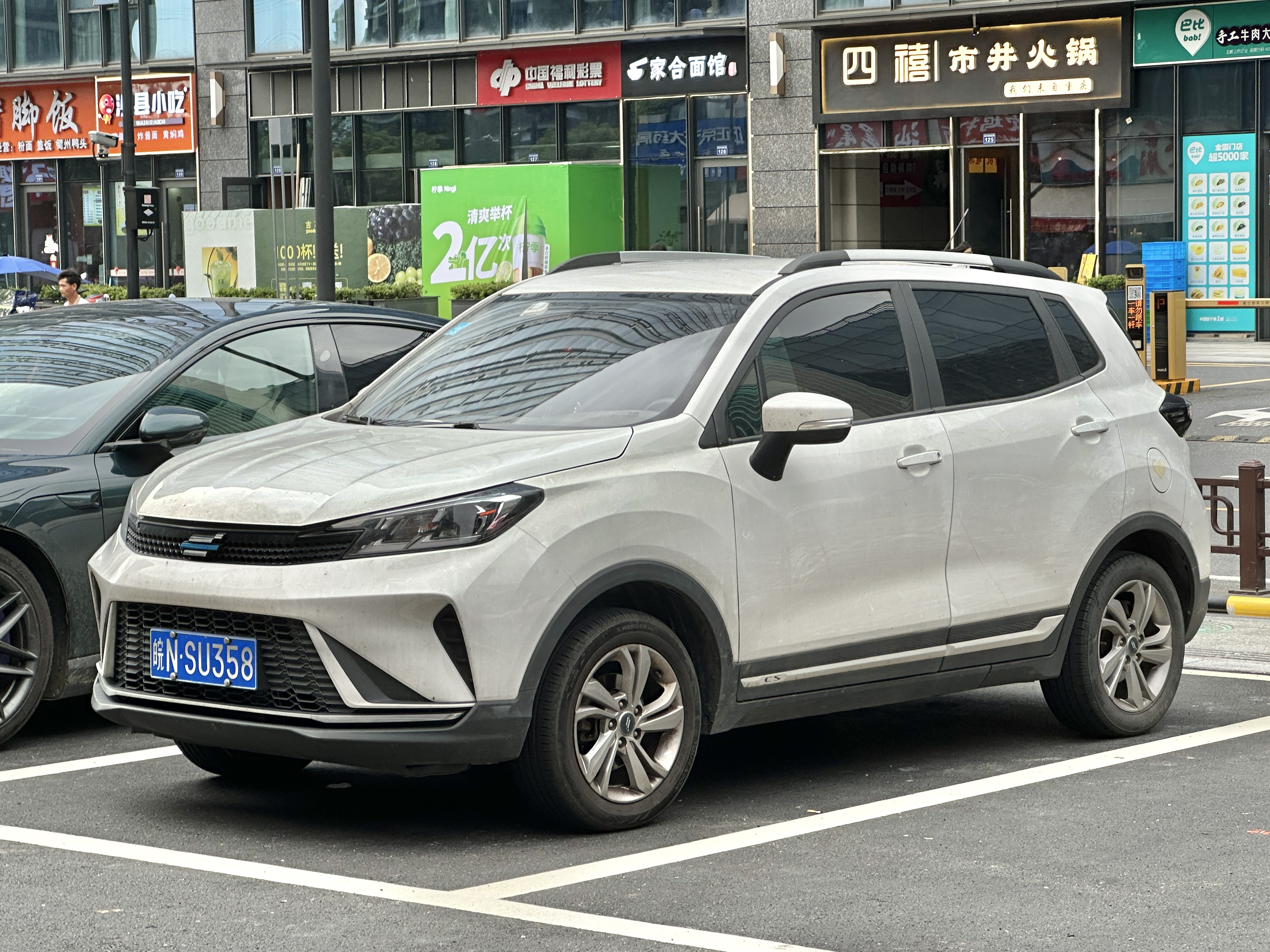
Changan Oshan Kosai 3 (2019)

### Technische Daten
|                                            | CS15 1.5                           | CS15 E-Pro                  |
| ------------------------------------------ | ---------------------------------- | --------------------------- |
| Bauzeitraum                                | seit 03/2019                       | seit 12/2019                |
| Motorkenndaten                             |                                    |                             |
| Motortyp                                   | R4-Ottomotor                       | Elektromotor                |
| Motoraufladung                             | —                                  | —                           |
| Hubraum                                    | 1480 cm³                           | —                           |
| max. Leistung bei min−1                    | 79 kW (107 PS) / 5500              | 120 kW (163 PS)             |
| max. Drehmoment bei min−1                  | 145 Nm / 3500–4500                 | 245 Nm                      |
| Kraftübertragung                           |                                    |                             |
| Antrieb, serienmäßig                       | Vorderradantrieb                   | Vorderradantrieb            |
| Getriebe, serienmäßig                      | 5-Gang-Schaltgetriebe              | 1-Stufen-Reduktionsgetriebe |
| Getriebe, optional                         | [5-Stufen-Doppelkupplungsgetriebe] | —                           |
| Messwerte                                  |                                    |                             |
| Höchstgeschwindigkeit                      | 165 km/h [160 km/h]                | k. A.                       |
| Beschleunigung, 0–100 km/h                 | k. A.                              | 9,9 s                       |
| Kraftstoffverbrauch auf 100 km, kombiniert | 5,9 l Super [6,4 l Super]          | —                           |
| Tankinhalt                                 | 44 l                               | —                           |
| Batterie (Lithium-Ionen-Polymer)           | —                                  | 48,3 kWh                    |
| elektrische Reichweite                     | —                                  | 401 km                      |

Werte in eckigen Klammern gelten für Modell mit Doppelkupplungsgetriebe.